# Pizza capricciosa
Pizza capricciosa er en pizza i det italienske køkken af mozzarella, italiensk skinke, svampe, artiskok og tomat. Svampene kan være champignon og andre spisesvampe,. I nogle udgaver kommes prosciutto (en tørmodnet skinke), marineret artiskokhjerter, olivenolie, oliven, basilikum og æg. De bages også med en tynd skorpe.
Den blev opfundet af Enea Dante Santerini, ejer af restauranten La Capricciosa på Via del Corso i Rom. 

## Yderligere læsning
- Pedrotti, Walter (2000). Pizze, focacce, torte salate (italiensk). Giunti Editore. s. 19-20. ISBN 8844016311.